# Itapema
Itapema is een gemeente in de Braziliaanse deelstaat Santa Catarina. De gemeente telt 67.338 inwoners (schatting 2020).
De plaats ligt aan de Atlantische Oceaan.

## Aangrenzende gemeenten
De gemeente grenst aan Balneário Camboriú, Camboriú, Porto Belo en Tijucas.

## Verkeer en vervoer
De plaats ligt aan de noord-zuidlopende weg BR-101 tussen Touros en São José do Norte.